# Alžběta Savojská
Alžběta Savojská (italsky: Maria Francesca Elisabetta Carlotta Giuseppina di Savoia-Carignano; 13. dubna 1800 – 25. prosince 1856) byla sňatkem s arcivévodou Rainerem Josefem Habsbursko-Lotrinským místokrálovna Lombardsko-benátského království. Byla tetou a tchyní Viktora Emanuela II., prvního krále sjednocené Itálie. Od narození byla členkou rodu Savojsko-Carignanských.

## Původ
Byla dcera Karla Emanuela Savojsko-Carignanského a Marie Kristýny Saské. Jejími prarodiči z otcovy strany byli Viktor Amadeus II. Savojsko-Carignanský a Josefína Lotrinská. Prarodiči z matčiny strany byli Karel Kristián Saský, (syn Augusta III. Polského) a Františka Krasiňská. Jejím bratrem byl král Sardinie Karel Albert.

## Život
Roku 1820 se v Praze provdala za arcivévodu Rainera Josefa (1783–1853), lombardsko-benátského místokrále. Starala se o dětské opatrovny, sirotčince, chudobince a špitály. Před vypuknutím revoluce v Miláně roku 1848 odjela s manželem z Lombardie. Jejich novým domovem se stalo Jižní Tyrolsko, kde se s Rainerem Josefem věnovala umění a vědě. Zemřela na souchotiny roku 1856 a byla pohřbena v Bolzanu v kostele Nanebevzetí Panny Marie.

## Potomci
Manželé spolu měli osm dětí:
- 1. Marie Karolína Habsbursko-Lotrinská (6. 2. 1821 Milán – 23. 1. 1844 tamtéž), svobodná a bezdětná[2][3][4]
- 2. Adéla Habsbursko-Lotrinská (3. 6. 1822 Milán – 20. 1. 1855 Turín)[5][6]
⚭ 1842 Viktor Emanuel II. (14. 3. 1820 Turín – 9. 1. 1878 Řím), král sardinsko-piemontský v letech 1849–1861 a od roku 1861 až do své smrti první král sjednocené Itálie[7][8]
- 3. Leopold Ludvík Habsbursko-Lotrinský (6. 6. 1823 Milán – 24. 5. 1898 Hornstein), generální ženijní inspektor, svobodný a bezdětný[9][10]
- 4. Arnošt Habsbursko-Lotrinský (8. 8. 1824 Milán – 4. 4. 1899 Arko), c. k. generál jezdectva[11][12]
- 5. Zikmund Habsbursko-Lotrinský (7. 1. 1826 Milán – 15. 12. 1891 Vídeň), polní podmaršálek, svobodný a bezdětný[13][14]
- 6. Rainer Ferdinand Habsbursko-Lotrinský (11. 1. 1827 Milán – 27. 1. 1913 Vídeň), ministerský předseda Rakouska v letech 1861–1865[15][16]
⚭ 1852 Marie Karolína Rakouská (10. 9. 1825 Vídeň – 17. 7.1915 Baden)[17][18]
- 7. Jindřich Habsbursko-Lotrinský (28. 5. 1828 Milán – 30. 11. 1891 Vídeň)[19][20]
⚭ 1868 Leopoldina Hofmannová (29. 11. 1842 Kremže – 29. 11. 1891 Vídeň), morganatický sňatek[21]
- 8. Maxmilián Habsbursko-Lotrinský (16. 1. 1830 Milán – 16. 3. 1839 tamtéž)[22][23]

## Tituly a oslovení
- 13. dubna 1800 - 28. května 1820: Její Výsost princezna Alžběta Savojská
- 28. května 1820 - 25. prosince 1856: Její Císařská a Královská Výsost arcivévodkyně Alžběta Rakouská